# Possesse
Possesse és un municipi francès, situat al departament del Marne i a la regió del Gran Est. L'any 2007 tenia 167 habitants.

## Demografia

### Població
El 2007 la població de fet de Possesse era de 167 persones. Hi havia 65 famílies, de les quals 18 eren unipersonals (7 homes vivint sols i 11 dones vivint soles), 18 parelles sense fills i 29 parelles amb fills.
La població ha evolucionat segons el següent gràfic:
Habitants censats

### Habitatges
El 2007 hi havia 95 habitatges, 69 eren l'habitatge principal de la família, 14 eren segones residències i 13 estaven desocupats. 91 eren cases i 2 eren apartaments. Dels 69 habitatges principals, 54 estaven ocupats pels seus propietaris, 14 estaven llogats i ocupats pels llogaters i 1 estava cedit a títol gratuït; 1 tenia dues cambres, 8 en tenien tres, 16 en tenien quatre i 43 en tenien cinc o més. 37 habitatges disposaven pel capbaix d'una plaça de pàrquing. A 21 habitatges hi havia un automòbil i a 37 n'hi havia dos o més.

### Piràmide de població
La piràmide de població per edats i sexe el 2009 era:
| Homes | Edats   | Dones |
| ----- | ------- | ----- |
| 0     | 95 o +  | 0     |
| 0     | 90 a 94 | 0     |
| 4     | 85 a 89 | 0     |
| 4     | 80 a 84 | 0     |
| 0     | 75 a 79 | 8     |
| 8     | 70 a 74 | 8     |
| 4     | 65 a 69 | 8     |
| 0     | 60 a 64 | 0     |
| 8     | 55 a 59 | 8     |
| 0     | 50 a 54 | 8     |
| 8     | 45 a 49 | 4     |
| 4     | 40 a 44 | 0     |
| 8     | 35 a 39 | 8     |
| 4     | 30 a 34 | 4     |
| 0     | 25 a 29 | 0     |
| 0     | 20 a 24 | 8     |
| 0     | 15 a 19 | 4     |
| 4     | 10 a 14 | 4     |
| 0     | 5 a 9   | 4     |
| 4     | 0 a 4   | 0     |

## Economia
El 2007 la població en edat de treballar era de 96 persones, 76 eren actives i 20 eren inactives. De les 76 persones actives 69 estaven ocupades (38 homes i 31 dones) i 7 estaven aturades (6 homes i 1 dona). De les 20 persones inactives 7 estaven jubilades, 5 estaven estudiant i 8 estaven classificades com a «altres inactius».

### Ingressos
El 2009 a Possesse hi havia 79 unitats fiscals que integraven 193 persones, la mediana anual d'ingressos fiscals per persona era de 16.672 €.

### Activitats econòmiques
Dels 3 establiments que hi havia el 2007, 1 era d'una empresa de construcció, 1 d'una empresa de comerç i reparació d'automòbils i 1 d'una empresa d'hostatgeria i restauració.
L'únic servei als particulars que hi havia el 2009 era un restaurant.
L'any 2000 a Possesse hi havia 10 explotacions agrícoles.

## Poblacions més properes
El següent diagrama mostra les poblacions més properes.